# 发生在意大利的犹太人大屠杀
发生在意大利的犹太人大屠杀是在1943-1945年间，意大利境内发生的针对犹太人的迫害、驱逐以及屠杀。
墨索里尼當局于1938年开始对犹太人实行种族隔离，墨索里尼當局夺走了犹太裔意大利公民的很多基本人权，犹太儿童无权上学，犹太人不可与非犹太人通婚。在1943年卡西比爾停戰協定簽定之前，在意大利国内以及意大利在希腊、法国和南斯拉夫的占领区内，当地犹太人和来自欧洲其他地区的犹太难民的生存环境相对较为安全。1943年9月，情况突变，德军占领意大利部分地区，扶植起傀儡政权意大利社会共和国，之后马上开始迫害、驱逐犹太人。在38994名意大利犹太人中有7172人被逮捕並被處死。到战争结束时还有31822名犹太人躲过了驱逐，留在了意大利国内。